# Nothus
Nothus is een geslacht van vlinders uit de familie Sematuridae en de onderfamilie Sematurinae.

## Soorten
- Nothus aegisthus Fabricius, 1781
- Nothus diana Guenée, 1857
- Nothus empedocles (Cramer, 1779)
- Nothus lunus Linnaeus, 1758